# Крешентини, Джироламо
Джироламо Крешентини (итал. Girolamo Crescentini; 2 февраля 1762, Урбания, Италия — 24 апреля 1846, Неаполь, Италия) — певец-кастрат (сопрано), который на рубеже XVIII и XIX веков с выдающимся успехом пел в разных городах Италии, Вене, Лондоне, Париже.
Учился в Болонье у Лоренцо Гибелли, дебютировал в 1783 году. Успеха достиг в 1790-е годы, а в 1797 году на четыре года возглавил лиссабонский театр Сан-Карлуш. Для него была написана Дзингарелли роль Ромео (включая популярную в своё время «молитву»), а Чимароза создал под Крешентини роль Курьяцио.
После триумфального исполнения им молитвы Ромео на венской сцене Наполеон наградил его орденом и назначил учителем пения императорской семьи, благодаря чему Крешентини с 1806 по 1812 годы жил в Париже, где среди его учениц была Изабелла Кольбран (посвятившая ему цикл своих песен). Известны восторженные отзывы о его «серафическом» голосе многих современников (в диапазоне от Шопенгауэра до Виньи).
С 1814 года Крешентини преподавал в Болонском музыкальном лицее, а в 1817 году был назначен его директором. Им сочинены 12 итальянских арий и сборник вокализов, а также несколько сборников и упражнений для сопрано.